# Máximo Juderías Caballero
Máximo Juderías Caballero – hiszpański malarz.
Studiował w Akademii Sztuk Pięknych w Saragossie i w Królewskiej Akademii Sztuk Pięknych św. Ferdynanda w Madrycie. Na początku swojej kariery wyjechał do Paryża, gdzie mieszkał przez około 25 lat i przyjaźnił się m.in. z Francisco Domingo Marquésem i José San Bartolomé Llaneces. Powrócił do Hiszpanii po tym, jak jego dom-pracownia w La Roche-Villebon został zniszczony w czasie I wojny światowej.